# Solution tampon
Pour les articles homonymes, voir tampon.

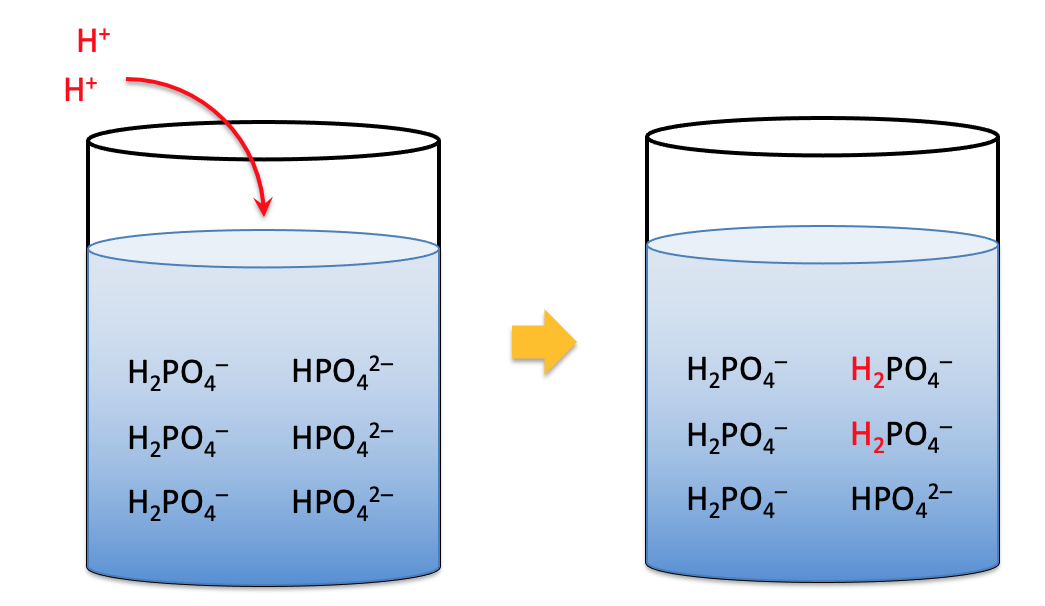
Schéma de principe d'une solution tampon.

En chimie, une solution tampon est une solution qui maintient approximativement le même pH malgré l'addition de petites quantités d'un acide ou d'une base, ou malgré une dilution.
Si l'un de ces trois critères n'est pas vérifié alors la solution est une solution pseudo-tampon.[pertinence contestée]
Une solution tampon est composée :
- soit d'un acide faible HA et de son anion A−. Il s'agit par exemple du couple CH3COOH/CH3COO−  ;
- soit d'une base faible B et de son cation BH+ comme le couple NH4+/NH3.

On trouve dans le sang humain une solution tampon physiologique formée par le couple H2CO3/HCO3− qui maintient le pH sanguin entre 7,35 et 7,45.
Il existe également des tampons redox qui vont fixer approximativement le potentiel des solutions et des tampons ioniques qui vont fixer approximativement la force ionique des solutions.

## pH d'une solution tampon
Le pH est maintenu constant grâce à l'absorption ou à la libération d'un ion H+ par les espèces en présence dans la solution. Par exemple, l'acide acétique (qui est un des constituants du vinaigre) donne :
{\displaystyle {\rm {CH_{3}COOH_{(aq)}\rightleftharpoons CH_{3}COO_{(aq)}^{-}+H_{(aq)}^{+}}}}
Cette réaction est réversible et en équilibre. Lorsqu'un composé de ce type est présent dans une solution, les deux espèces moléculaires CH3COOH et CH3COO− sont donc présentes. Ainsi, si on ajoute par exemple un acide à cette solution, une partie de celui-ci est consommée dans la réaction suivante :
{\displaystyle {\rm {CH_{3}COO_{(aq)}^{-}+H_{(aq)}^{+}\rightleftharpoons CH_{3}COOH_{(aq)}}}}
La proportion des espèces CH3COO− et CH3COOH est donc modifiée, mais le pH quant à lui varie beaucoup moins que si ces molécules n'étaient pas présentes dans l'eau. C'est ce que l'on appelle l'« effet tampon ».

## Évolution du pH
On prend dans un premier temps la définition du pH telle que donnée par l'équation de Henderson-Hasselbalch.
On considère donc que : {\displaystyle \mathrm {pH} =\mathrm {p} K_{\text{a}}+\log \left({\frac {[\mathrm {A} ^{-}]}{[\mathrm {AH} ]}}\right)}, avec [A−] la concentration de la base conjuguée et [AH] la concentration de l'acide.
Une acidification (en apportant de nouveaux protons H+) ou une alcalinisation (en consommant des protons H+ existants) entraînera le changement de la quantité de AH (et celle de A−), changement dû au déplacement d'équilibre. L'effet de cette acidification ou alcalinisation peut ainsi être apprécié grâce à la mesure du changement de la quantité d'acide.
L'idée est d'exprimer la valeur du pH en fonction de la quantité d'acide, puis, de chercher la quantité d'acide pour laquelle le pH varie le moins : il s'agit de rechercher l'effet tampon.
À l'équilibre chimique, s'il y a na moles de AH, il y aura n–na moles de A−, n étant la quantité totale de l'acide AH et sa base conjuguée A−.
Étant donné que l'acide et sa base conjuguée se trouvent dans le même volume, on peut simplifier par le volume dans l'équation de Henderson-Hasselbalch, et obtenir un rapport des quantités qu'on vient d'exprimer.
{\displaystyle \mathrm {pH} =f\left({\frac {[\mathrm {A} ^{-}]}{[\mathrm {AH} ]}}\right)=f\left({\frac {n-n_{\text{a}}}{n_{\text{a}}}}\right)}.
Afin d'étudier la variation, il faut dériver cette première expression par rapport à {\displaystyle n_{\text{a}}} et l'on trouve {\displaystyle \mathrm {pH} '={\frac {1}{\ln(10)}}{\frac {-n}{n_{\text{a}}(n-n_{\text{a}})}}.}
Une seconde dérivation permet de révéler un point d'inflexion de pH(na) : {\displaystyle {\rm {pH''}}} s'annule avec variation de signe :
{\displaystyle \mathrm {pH} ''={\frac {1}{\ln(10)}}{\frac {n(n-2n_{\text{a}})}{(n_{\text{a}}(n-n_{\text{a}}))^{2}}}.}
Cela veut dire que la variation du pH (pH') admet un extremum (maximum) absolu.
Étant donné que pH(na) est décroissante, le maximum de la fonction dérivée veut dire une variation minimale du pH : c'est l'effet tampon.
Pour retrouver la valeur de na réalisant cet effet tampon, on résout {\displaystyle \mathrm {pH} ''=0} : on trouve {\displaystyle n_{\text{a}}=n/2}, donc n(AH) = n/2 = n(A−) et [AH] = [A−]. Cet effet tampon réalise ainsi pH = pKa.
Ceci explique pourquoi l'on doit choisir la solution tampon telle que son pKa soit aussi proche que possible du pH désiré.

## Pouvoir tamponPT(ouτ)
On évalue la capacité d'une solution tampon à lutter contre les changements de pH par le pouvoir tampon (noté PT ou encore τ).
Le pouvoir tampon maximal d'une solution est obtenu pour un mélange équimolaire entre (par exemple) l'acide faible HA et son anion correspondant A−.
Dans ce cas, le pH est égal à la valeur du pKa du couple en solution.
Le pouvoir tampon maximal est d'autant plus important que la solution tampon est concentrée :
{\displaystyle PT_{\text{max}}=1,15\;C} (avec C la concentration de l'acide faible et de son anion correspondant).
Le pouvoir tampon (PT) est la fonction qui montre la capacité de résistance de la solution tampon à des éléments perturbateurs.
On définit ce pouvoir tampon comme étant la fonction :
{\displaystyle PT={\frac {\mathrm {d} y}{\mathrm {d} \mathrm {pH} }}}
Le but est de la rendre maximale, telle que l'on apporte le maximum d'élément perturbateur « y » à la solution pour une variation minime du pH. C'est le cas où le système est formé. On a donc [A-]=[AH]. On désigne cette quantité sous la variable C.
On reprend la relation initiale, pH = pKa + log([A−] – y)/([AH] + y).
En dérivant cette expression, on obtient pH' = 1/ln(10) × (2C)/(C2 – y2).
On a posé que le pouvoir tampon est l'inverse de la dérivée effectuée précédemment.
On obtient PT = ln(10) × (C2 – y2)/(2C).
Pour trouver le maximum de pouvoir tampon, il faut dériver la fonction PT et résoudre PT' = 0.
On peut observer que le pouvoir tampon est maximal quand on ajoute aucune entité perturbatrice donc pour y = 0. Ainsi obtient-on PTmax = {\displaystyle (\ln(10)/2)\times c}.

## Utilisation
Les solutions tampons sont utilisées :
- comme milieu de conservation de différentes molécules : la majorité des échantillons biologiques utilisés dans la recherche est conservée dans une solution tampon, souvent une solution tampon phosphate salin (PBS) à pH 7,4 ;
- comme milieu réactionnel ;
- dans l'établissement des conditions appropriées pour les colorants utilisés dans la coloration des tissus ;
- pour l'étalonnage des pH-mètres.